# Ariadne lysias
Ariadne lysias är en fjärilsart som beskrevs av Hans Fruhstorfer 1906. Ariadne lysias ingår i släktet Ariadne och familjen praktfjärilar. Inga underarter finns listade i Catalogue of Life.